# Llista d'asteroides/210701-210800
| Nom      | Designació provisional | Data de descobriment   | Lloc de descobriment | Descobridor/s |
| -------- | ---------------------- | ---------------------- | -------------------- | ------------- |
| 210701 - | 2000 SA116             | 24 de setembre de 2000 | Socorro              | LINEAR        |
| 210702 - | 2000 SQ124             | 24 de setembre de 2000 | Socorro              | LINEAR        |
| 210703 - | 2000 SS139             | 23 de setembre de 2000 | Socorro              | LINEAR        |
| 210704 - | 2000 SB146             | 24 de setembre de 2000 | Socorro              | LINEAR        |
| 210705 - | 2000 SY155             | 24 de setembre de 2000 | Socorro              | LINEAR        |
| 210706 - | 2000 SR157             | 27 de setembre de 2000 | Socorro              | LINEAR        |
| 210707 - | 2000 SD159             | 27 de setembre de 2000 | Kitt Peak            | Spacewatch    |
| 210708 - | 2000 SU164             | 28 de setembre de 2000 | Socorro              | LINEAR        |
| 210709 - | 2000 SH190             | 23 de setembre de 2000 | Kitt Peak            | Spacewatch    |
| 210710 - | 2000 SD194             | 24 de setembre de 2000 | Socorro              | LINEAR        |
| 210711 - | 2000 SB200             | 24 de setembre de 2000 | Socorro              | LINEAR        |
| 210712 - | 2000 SB201             | 24 de setembre de 2000 | Socorro              | LINEAR        |
| 210713 - | 2000 SQ204             | 24 de setembre de 2000 | Socorro              | LINEAR        |
| 210714 - | 2000 SW212             | 25 de setembre de 2000 | Socorro              | LINEAR        |
| 210715 - | 2000 SU214             | 26 de setembre de 2000 | Socorro              | LINEAR        |
| 210716 - | 2000 SP246             | 24 de setembre de 2000 | Socorro              | LINEAR        |
| 210717 - | 2000 SR250             | 24 de setembre de 2000 | Socorro              | LINEAR        |
| 210718 - | 2000 ST252             | 24 de setembre de 2000 | Socorro              | LINEAR        |
| 210719 - | 2000 SW277             | 30 de setembre de 2000 | Socorro              | LINEAR        |
| 210720 - | 2000 SA286             | 24 de setembre de 2000 | Socorro              | LINEAR        |
| 210721 - | 2000 SQ303             | 28 de setembre de 2000 | Socorro              | LINEAR        |
| 210722 - | 2000 SZ306             | 30 de setembre de 2000 | Socorro              | LINEAR        |
| 210723 - | 2000 SQ308             | 30 de setembre de 2000 | Socorro              | LINEAR        |
| 210724 - | 2000 SE335             | 26 de setembre de 2000 | Haleakala            | NEAT          |
| 210725 - | 2000 SG335             | 26 de setembre de 2000 | Socorro              | LINEAR        |
| 210726 - | 2000 SN337             | 25 de setembre de 2000 | Kitt Peak            | Spacewatch    |
| 210727 - | 2000 SF364             | 20 de setembre de 2000 | Socorro              | LINEAR        |
| 210728 - | 2000 TL6               | 1 d'octubre de 2000    | Socorro              | LINEAR        |
| 210729 - | 2000 TG8               | 1 d'octubre de 2000    | Socorro              | LINEAR        |
| 210730 - | 2000 TS14              | 1 d'octubre de 2000    | Socorro              | LINEAR        |
| 210731 - | 2000 TZ16              | 1 d'octubre de 2000    | Socorro              | LINEAR        |
| 210732 - | 2000 TF23              | 1 d'octubre de 2000    | Socorro              | LINEAR        |
| 210733 - | 2000 TZ23              | 2 d'octubre de 2000    | Socorro              | LINEAR        |
| 210734 - | 2000 TJ36              | 6 d'octubre de 2000    | Anderson Mesa        | LONEOS        |
| 210735 - | 2000 TA38              | 1 d'octubre de 2000    | Socorro              | LINEAR        |
| 210736 - | 2000 TQ65              | 1 d'octubre de 2000    | Socorro              | LINEAR        |
| 210737 - | 2000 UC1               | 21 d'octubre de 2000   | Višnjan Observatory  | K. Korlević   |
| 210738 - | 2000 US15              | 27 d'octubre de 2000   | Kitt Peak            | Spacewatch    |
| 210739 - | 2000 UD17              | 24 d'octubre de 2000   | Socorro              | LINEAR        |
| 210740 - | 2000 UA43              | 24 d'octubre de 2000   | Socorro              | LINEAR        |
| 210741 - | 2000 UW65              | 25 d'octubre de 2000   | Socorro              | LINEAR        |
| 210742 - | 2000 UV66              | 25 d'octubre de 2000   | Socorro              | LINEAR        |
| 210743 - | 2000 UX71              | 25 d'octubre de 2000   | Socorro              | LINEAR        |
| 210744 - | 2000 UE75              | 31 d'octubre de 2000   | Socorro              | LINEAR        |
| 210745 - | 2000 UY91              | 25 d'octubre de 2000   | Socorro              | LINEAR        |
| 210746 - | 2000 US104             | 25 d'octubre de 2000   | Socorro              | LINEAR        |
| 210747 - | 2000 UD112             | 30 d'octubre de 2000   | Socorro              | LINEAR        |
| 210748 - | 2000 UT114             | 25 d'octubre de 2000   | Socorro              | LINEAR        |
| 210749 - | 2000 VL8               | 1 de novembre de 2000  | Socorro              | LINEAR        |
| 210750 - | 2000 VO12              | 1 de novembre de 2000  | Socorro              | LINEAR        |
| 210751 - | 2000 VZ23              | 1 de novembre de 2000  | Socorro              | LINEAR        |
| 210752 - | 2000 VV47              | 1 de novembre de 2000  | Socorro              | LINEAR        |
| 210753 - | 2000 VU51              | 3 de novembre de 2000  | Socorro              | LINEAR        |
| 210754 - | 2000 VF57              | 3 de novembre de 2000  | Socorro              | LINEAR        |
| 210755 - | 2000 WE15              | 20 de novembre de 2000 | Socorro              | LINEAR        |
| 210756 - | 2000 WT15              | 21 de novembre de 2000 | Socorro              | LINEAR        |
| 210757 - | 2000 WK26              | 25 de novembre de 2000 | Socorro              | LINEAR        |
| 210758 - | 2000 WR73              | 20 de novembre de 2000 | Socorro              | LINEAR        |
| 210759 - | 2000 WW77              | 20 de novembre de 2000 | Socorro              | LINEAR        |
| 210760 - | 2000 WW88              | 21 de novembre de 2000 | Socorro              | LINEAR        |
| 210761 - | 2000 WT92              | 21 de novembre de 2000 | Socorro              | LINEAR        |
| 210762 - | 2000 WY97              | 21 de novembre de 2000 | Socorro              | LINEAR        |
| 210763 - | 2000 WL111             | 20 de novembre de 2000 | Socorro              | LINEAR        |
| 210764 - | 2000 WZ134             | 19 de novembre de 2000 | Socorro              | LINEAR        |
| 210765 - | 2000 WS160             | 20 de novembre de 2000 | Anderson Mesa        | LONEOS        |
| 210766 - | 2000 WU188             | 18 de novembre de 2000 | Anderson Mesa        | LONEOS        |
| 210767 - | 2000 XY20              | 4 de desembre de 2000  | Socorro              | LINEAR        |
| 210768 - | 2000 XR53              | 4 de desembre de 2000  | Uccle                | T. Pauwels    |
| 210769 - | 2000 YC43              | 30 de desembre de 2000 | Socorro              | LINEAR        |
| 210770 - | 2000 YL65              | 16 de desembre de 2000 | Kitt Peak            | Spacewatch    |
| 210771 - | 2000 YP128             | 29 de desembre de 2000 | Haleakala            | NEAT          |
| 210772 - | 2001 AN8               | 2 de gener de 2001     | Socorro              | LINEAR        |
| 210773 - | 2001 AL19              | 4 de gener de 2001     | Socorro              | LINEAR        |
| 210774 - | 2001 AO31              | 4 de gener de 2001     | Socorro              | LINEAR        |
| 210775 - | 2001 AS43              | 3 de gener de 2001     | Socorro              | LINEAR        |
| 210776 - | 2001 BV21              | 20 de gener de 2001    | Socorro              | LINEAR        |
| 210777 - | 2001 BU24              | 20 de gener de 2001    | Socorro              | LINEAR        |
| 210778 - | 2001 BJ37              | 21 de gener de 2001    | Socorro              | LINEAR        |
| 210779 - | 2001 BF59              | 21 de gener de 2001    | Socorro              | LINEAR        |
| 210780 - | 2001 BK82              | 21 de gener de 2001    | Socorro              | LINEAR        |
| 210781 - | 2001 CP21              | 1 de febrer de 2001    | Anderson Mesa        | LONEOS        |
| 210782 - | 2001 DK1               | 16 de febrer de 2001   | Kitt Peak            | Spacewatch    |
| 210783 - | 2001 DK22              | 16 de febrer de 2001   | Socorro              | LINEAR        |
| 210784 - | 2001 DZ33              | 17 de febrer de 2001   | Socorro              | LINEAR        |
| 210785 - | 2001 DX39              | 19 de febrer de 2001   | Socorro              | LINEAR        |
| 210786 - | 2001 DP60              | 19 de febrer de 2001   | Socorro              | LINEAR        |
| 210787 - | 2001 DJ77              | 16 de febrer de 2001   | Kitt Peak            | Spacewatch    |
| 210788 - | 2001 DW77              | 22 de febrer de 2001   | Kitt Peak            | Spacewatch    |
| 210789 - | 2001 DH88              | 24 de febrer de 2001   | Haleakala            | NEAT          |
| 210790 - | 2001 DE96              | 17 de febrer de 2001   | Socorro              | LINEAR        |
| 210791 - | 2001 EL5               | 2 de març de 2001      | Anderson Mesa        | LONEOS        |
| 210792 - | 2001 EA11              | 2 de març de 2001      | Haleakala            | NEAT          |
| 210793 - | 2001 EC17              | 14 de març de 2001     | Socorro              | LINEAR        |
| 210794 - | 2001 ES18              | 14 de març de 2001     | Anderson Mesa        | LONEOS        |
| 210795 - | 2001 FL                | 16 de març de 2001     | Socorro              | LINEAR        |
| 210796 - | 2001 FC6               | 19 de març de 2001     | Socorro              | LINEAR        |
| 210797 - | 2001 FS7               | 20 de març de 2001     | Kitt Peak            | Spacewatch    |
| 210798 - | 2001 FW27              | 18 de març de 2001     | Socorro              | LINEAR        |
| 210799 - | 2001 FK29              | 21 de març de 2001     | Socorro              | LINEAR        |
| 210800 - | 2001 FB76              | 19 de març de 2001     | Socorro              | LINEAR        |